# Кац, Виктор Гершевич
Виктор Гершевич (Григорьевич) Кац (англ. Victor Kac, род. 19 декабря 1943, Бугуруслан) — советский и американский математик, профессор Массачусетского технологического института (1981). Основные труды в области теории представлений, комбинаторики и математической физики; независимо от Роберта Муди ввёл новый класс алгебр Ли (алгебры Каца — Муди).
Член Национальной академии наук США (2013).

## Биография
Виктор Кац родился в 1943 году в Бугуруслане, где его родители находились в эвакуации из оккупированного в начале Великой Отечественной войны Кишинёва. После окончания войны семья вернулась в Кишинёв, где Виктор Кац окончил среднюю школу. В 1959 году занял второе место на Молдавской республиканской олимпиаде по математике, в следующем году — первое, но в сборную республики не попал. Посещал математический кружок при Кишинёвском университете.
В 1965 году окончил Московский государственный университет, затем аспирантуру при нём, в 1968 году под руководством Э. Б. Винберга защитил кандидатскую диссертацию по теме «Простые неприводимые градуированные алгебры Ли конечного роста». До 1976 года работал в Московском институте электронного машиностроения, затем поселился в Бостоне и с 1977 года преподаёт в Массачусетском технологическом институте в Кембридже (Массачусетс) (с 1978 года — доцент, с 1981 года — профессор математического отделения).
В 1981 году был награждён стипендией Слоуна, в 1986 году получил стипендию Гуггенхайма, в 1994 году награждён медалью Вигнера. Почётный член Московского математического общества (1998), действительный член Американской академии искусств и наук (2007), член Американского математического общества(2012). В 2015 году награждён премией Стила.

## Семья
Братья — Борис Гершевич Кац, американский учёный в области информатики, профессор Массачусетского технологического института; Михаил Гершевич Кац, израильский математик, выпускник Гарвардского и Колумбийского (Ph.D., 1984) университетов, профессор Университета имени Бар-Илана, автор монографии «Systolic Geometry and Topology» (Mathematical Surveys and Monographs, vol. 137. American Mathematical Society, 2007).
Был женат на математике Мишель Вернь (род. 1943); дочь — Марианна Кац-Вернь (фр. Marianne Kac-Vergne), историк и культуролог в Университете Пикардии, автор трудов по различным вопросам современной американской культуры.

## Научный вклад
- Алгебра Каца — Муди[англ.], 1968
- Аффинная алгебра Ли[англ.]
- Обобщённая алгебра Каца — Муди[англ.])
- Формула Вейля — Каца (Формула Вейля — Каца для характеров[англ.])
- Детерминантная формула Каца (Формула Каца для определителя[англ.])
- Гипотезы Вейсфейлера — Каца (с Б. Ю. Вейсфейлером, 1971)

## Монографии
- Infinite Dimensional Lie Algebras. Birkhäuser: Базель-Бостон, 1983 (второе издание — Cambridge University Press, 1985; третье издание — Cambridge University Press, 1990; на русском языке — Бесконечномерные алгебры Ли. Мир: Москва, 1993).
- Infinite Dimensional Groups with Applications (редактор). Publ. MSRI 4, 1985.
- Bombay Lectures on Highest Weight Representations. World Scientific, 1987.
- Infinite-dimensional Lie Algebras and Groups (редактор). Advanced Series in Mathematical Physics, Vol. 7, 1989.
- Lie Theory and Geometry (редактор). Birkhäuser: Базель-Бостон, 1994.
- Vertex Algebras for Beginners. University Lecture Series, American Mathematical Society: Провиденс, Vol. 10, 1996 (второе издание, American Mathematical Society: Провиденс, 1998; на русском языке — Вертексные алгебры для начинающих. Москва: МЦНМО, 2005).
- Quantum calculus (с Pokman Cheung). Springer-Verlag: Нью-Йорк, 2002 (на русском языке — Квантовый анализ. Москва: МЦНМО, 2005).